# Hassan Bashir
Hassan Bashir (7 januari 1987) is een Pakistaans voetballer die bij voorkeur als spits speelt. In 2015 verruilde hij Fremad Amager voor Svebølle. In 2012 debuteerde hij in het Pakistaans voetbalelftal.

## Interlandcarrière
Op 19 november 2012 maakte Bashir zijn debuut voor het Pakistaans voetbalelftal. In de vriendschappelijke wedstrijd tegen Singapore speelde hij negentig minuten.
| Interlands van Hassan Bashir voor Pakistan | Interlands van Hassan Bashir voor Pakistan | Interlands van Hassan Bashir voor Pakistan | Interlands van Hassan Bashir voor Pakistan | Interlands van Hassan Bashir voor Pakistan | Interlands van Hassan Bashir voor Pakistan |
| №                                          | Datum                                      | Wedstrijd                                  | Uitslag                                    | Competitie                                 | Goals                                      |
| Als speler van Hellerup IK                 | Als speler van Hellerup IK                 | Als speler van Hellerup IK                 | Als speler van Hellerup IK                 | Als speler van Hellerup IK                 | Als speler van Hellerup IK                 |
| ------------------------------------------ | ------------------------------------------ | ------------------------------------------ | ------------------------------------------ | ------------------------------------------ | ------------------------------------------ |
| 1                                          | 19 november 2012                           | Singapore – Pakistan                       | 4 – 0                                      | Vriendschappelijk                          | 0                                          |
| Als speler van Nordvest FC                 |                                            |                                            |                                            |                                            |                                            |
| 2                                          | 6 februari 2013                            | Nepal – Pakistan                           | 0 – 1                                      | Vriendschappelijk                          | 1                                          |
| 3                                          | 9 februari 2013                            | Nepal – Pakistan                           | 0 – 1                                      | Vriendschappelijk                          | 0                                          |
| 4                                          | 12 februari 2013                           | Malediven – Pakistan                       | 1 – 1                                      | Vriendschappelijk                          | 0                                          |
| 5                                          | 14 februari 2013                           | Malediven – Pakistan                       | 3 – 0                                      | Vriendschappelijk                          | 0                                          |
| 6                                          | 17 maart 2013                              | Tadzjikistan – Pakistan                    | 1 – 0                                      | AFC Challenge Cup 2014 (kwalificatie)      | 0                                          |
| 7                                          | 21 maart 2013                              | Pakistan – Macau                           | 2 – 0                                      | AFC Challenge Cup 2014 (kwalificatie)      | 1                                          |
| Als speler van Fremad Amager               |                                            |                                            |                                            |                                            |                                            |
| 8                                          | 1 september 2013                           | India – Pakistan                           | 1 – 0                                      | Zuid-Azië Cup 2013                         | 0                                          |
| 9                                          | 3 september 2013                           | Nepal – Pakistan                           | 1 – 1                                      | Zuid-Azië Cup 2013                         | 1                                          |
| 10                                         | 5 september 2013                           | Bangladesh – Pakistan                      | 1 – 2                                      | Zuid-Azië Cup 2013                         | 0                                          |
| 11                                         | 10 oktober 2013                            | Chinees Taipei – Pakistan                  | 0 – 1                                      | Vriendschappelijk                          | 0                                          |
| 12                                         | 15 oktober 2013                            | Filipijnen – Pakistan                      | 3 – 1                                      | Vriendschappelijk                          | 0                                          |
| 13                                         | 6 februari 2015                            | Pakistan – Afghanistan                     | 2 – 1                                      | Vriendschappelijk                          | 0                                          |
| Als speler van Svebølle BI                 |                                            |                                            |                                            |                                            |                                            |
| 14                                         | 12 maart 2015                              | Jemen – Pakistan                           | 3 – 1                                      | WK 2018 (kwalificatie)                     | 1                                          |
| 15                                         | 23 maart 2015                              | Pakistan – Jemen                           | 0 – 0                                      | WK 2018 (kwalificatie)                     | 0                                          |

Bijgewerkt op 6 juni 2015.